# Rete mirabile
La rete mirabile (en català, 'xarxa meravellosa'; plural 'retia mirabilia') és una xarxa complexa d'artèries i venes molt properes entre si, que es troba en alguns vertebrats. Utilitza el flux de sang a contracorrent dins la xarxa (sang que flueix en direcció contrària), per intercanviar calor, ions o gasos entre les parets del vas perquè els dos corrents sanguinis dins de la xarxa mantinguin un gradient pel que fa a la temperatura o la concentració de gasos o soluts.

## Eficàcia
L'eficàcia de la xarxa ve principalment determinada per la facilitat amb què es produeix l'intercanvi de calor, ions o gasos. Durant un període determinat és més eficaç pel que fa als gasos o al calor, després amb els petits ions, i va disminuint progressivament respecte a altres substàncies.
Un exemple és el cas dels testicles dels mamífers, els quals són més productius a baixes temperatures.

## Aus
En aus amb peus palmats, la rete mirabile de les potes i els peus transmet calor de la sang que surt de les artèries cap a la sang que entra a les venes, provocant que la temperatura interna del peu sigui més semblant a la temperatura ambiental, i reduint la pèrdua de calor. En aquest exemple la xarxa funciona com un intercanviador de calor biològic. És el cas dels pingüins que les tenen als peus, les aletes i les fosses nasals, per limitar la pèrdua de calor corporal provocada pels ambients freds propis d'on viuen.

## Peixos
En alguns peixos, una rete mirabile omple la bufeta natatòria d'oxigen, incrementant la flotabilitat. Entre els capil·lars arterials i venosos es fa servir un sistema d'intercanvi a contracorrent. Disminuint els nivells de pH dels capil·lars venosos, l'oxigen es deslliga de l'hemoglobina de la sang. D'aquesta manera s'incrementa la concentració d'oxigen de la sang de les venes, i això permet que l'oxigen passi a través de la membrana capil·lar cap als capil·lars arterials, on l'oxigen es atrapat per l'hemoglobina. Aquest cicle es va repetint fins que la concentració d'oxigen dels capil·lars arterials es sobresatura. Tot seguit, l'oxigen lliure dels capil·lars arterials passa cap a la bufeta natatòria a través de la glàndula de gas.
La rete mirabile permet un increment de la temperatura muscular en aquelles parts on és present. El peix és capaç de termoregular determinades parts del seu cos. És el cas de peixos com la tonyina, que tenen una temperatura interna més elevada que la de les aigües fredes en les quals viu. A més, aquesta termoregulació fa que es produeixi un increment de la temperatura del metabolisme basal, que permet al peix dividir més ràpidament l'ATP i, per tant, nedar a més velocitat.

## Mamífers
En els mamífers, la rete mirabile de les arterioles aferents dels glomèruls renals, té un paper important a l'hora de mantenir la hipertonicitat del còrtex renal. La hipertonicitat d'aquesta zona, que reabsorbeix l'aigua, per mitjà d'osmosi, del túbul renal al mateix temps que surt del ronyó, és el que permet eliminar l'orina hipertònica i maximitzar la retenció d'aigua corporal.
També es troben xarxes vasculars a les extremitats d'alguns mamífers. Aquestes redueixen la temperatura de la zona, encara que probablement en alguns casos funcionen impedint la pèrdua de calor en condicions ambientals fredes, reduint el gradient de temperatura entre l'extremitat i l'ambient. Aquestes xarxes sovint també es troben en mamífers que viuen en caus, que es capbussen o que tenen un estil de vida arborícola, el qual els fa estar aferrats per les extremitats durant llargs períodes. En aquests casos, la rete mirabile pot disminuir la temperatura de l'extremitat i, per tant, la necessitat metabòlica d'oxigen i nutrients dels seus teixits. Aquest tret és interessant quan el subministrament de sang es pot veure limitat per la desviació de sang a altres zones del cos, quan l'animal es capbussa o entra al seu cau, o a causa de les restriccions posturals dels subministrament de sang, en el cas d'animals arborícoles. En aquest últim cas, els animal arborícoles de moviments lents com ara els peresosos, els loris o els vermilingües, disposen d'una xarxa molt desenvolupada coneguda com a feix vascular. Aquesta estructura i la seva funció està sent estudiada.
Les girafes tenen una rete mirabile al coll, que equilibra la pressió sanguínia quan l'animal abaixa el cap per beure. Un altre cas és del coll del gos, que protegeix el cervell quan el cos se sobreescalfa.
Galè va creure erròniament que els humans també teníem una rete mirabile al coll, basant-se aparentment en la dissecció d'una ovella i malinterpretant els seus resultats. Va confondre-la amb el si carotidi humà, i en va descriure importants propietats. Van haver de ser, primer Jacobo Berengario da Carpi i més tard Andreas Vesal, els qui van demostrar que es tractava d'un error.